# Okręg wyborczy Roxburgh and Selkirk
Okręg wyborczy Roxburgh and Selkirk powstał w 1918 r. i wysyłał do brytyjskiej Izby Gmin jednego deputowanego. Okręg obejmował hrabstwa Roxburgh i Selkirkshire. Został zlikwidowany w 1955 r.

## Deputowani do brytyjskiej Izby Gmin z okręgu Roxburgh and Selkirk
- 1918–1922: Robert Munro, Partia Liberalna
- 1922–1923: Thomas Henderson, Narodowa Partia Liberalna
- 1923–1935: Walter Montagu-Douglas-Scott, hrabia Dalkeith, Szkocka Partia Unionistyczna
- 1935–1950: lord William Montagu-Douglas-Scott, Szkocka Partia Unionistyczna
- 1950–1951: Archibald James Florence Macdonald, Partia Liberalna
- 1951–1955: Charles Donaldson, Szkocka Partia Unionistyczna